# Lesly St. Fleur
Lesly St. Fleur (Nassau, 21 marzo 1989) è un calciatore bahamense, attaccante del Montego Bay United.

## Carriera

### Club
Gioca dal 2007 al 2010 nelle Bahamas, al Bears. Nel 2010 si trasferisce in Canada, al Milltown. Nel 2011 viene prima acquistato dal Bears. Successivamente si trasferisce in Giamaica, in cui milita fino al 2012. Nel 2012 viene acquistato dal Montego Bay United.

### Nazionale
Ha debuttato in Nazionale il 2 settembre 2006, in Bahamas-Isole Cayman. Ha segnato la sua prima rete con la maglia della Nazionale il 26 marzo 2008, in Bahamas-Isole Vergini britanniche.

## Statistiche

### Presenze e reti nei club
| Stagione                  | Squadra                   | Campionato                | Campionato | Campionato | Coppe nazionali | Coppe nazionali | Coppe nazionali | Coppe continentali | Coppe continentali | Coppe continentali | Altre coppe | Altre coppe | Altre coppe | Totale | Totale |
| Stagione                  | Squadra                   | Comp                      | Pres       | Reti       | Comp            | Pres            | Reti            | Comp               | Pres               | Reti               | Comp        | Pres        | Reti        | Pres   | Reti   |
| ------------------------- | ------------------------- | ------------------------- | ---------- | ---------- | --------------- | --------------- | --------------- | ------------------ | ------------------ | ------------------ | ----------- | ----------- | ----------- | ------ | ------ |
| 2010-2011                 | Milltown                  | PHSL                      | 13         | 10         | -               | -               | -               | -                  | -                  | -                  | -           | -           | -           | 13     | 10     |
| 2011-2012                 | Sporting Central Academy  | NPL                       | 11         | 3          | -               | -               | -               | -                  | -                  | -                  | -           | -           | -           | 11     | 3      |
| 2017-2018                 | Montego Bay United        | NPL                       | 25         | 7          | -               | -               | -               | -                  | -                  | -                  | -           | -           | -           | 25     | 7      |
| 2018-2019                 | Montego Bay United        | NPL                       | 6          | 1          | -               | -               | -               | -                  | -                  | -                  | -           | -           | -           | 6      | 1      |
| Totale Montego Bay United | Totale Montego Bay United | Totale Montego Bay United | 31         | 8          |                 | -               | -               |                    | -                  | -                  |             | -           | -           | 31     | 8      |
| Totale carriera           | Totale carriera           | Totale carriera           | 55         | 11         |                 | -               | -               |                    | -                  | -                  |             | -           | -           | 42     | 21     |

### Cronologia presenze e reti in nazionale
| Cronologia completa delle presenze e delle reti in nazionale ― Bahamas | Cronologia completa delle presenze e delle reti in nazionale ― Bahamas | Cronologia completa delle presenze e delle reti in nazionale ― Bahamas | Cronologia completa delle presenze e delle reti in nazionale ― Bahamas | Cronologia completa delle presenze e delle reti in nazionale ― Bahamas | Cronologia completa delle presenze e delle reti in nazionale ― Bahamas | Cronologia completa delle presenze e delle reti in nazionale ― Bahamas | Cronologia completa delle presenze e delle reti in nazionale ― Bahamas |
| Data                                                                   | Città                                                                  | In casa                                                                | Risultato                                                              | Ospiti                                                                 | Competizione                                                           | Reti                                                                   | Note                                                                   |
| ---------------------------------------------------------------------- | ---------------------------------------------------------------------- | ---------------------------------------------------------------------- | ---------------------------------------------------------------------- | ---------------------------------------------------------------------- | ---------------------------------------------------------------------- | ---------------------------------------------------------------------- | ---------------------------------------------------------------------- |
| 2-9-2006                                                               | L'Avana                                                                | Bahamas                                                                | 3 – 1                                                                  | Isole Cayman                                                           | Qual. Coppa dei Caraibi 2007                                           | -                                                                      |                                                                        |
| 6-9-2006                                                               | L'Avana                                                                | Turks e Caicos                                                         | 2 – 3                                                                  | Bahamas                                                                | Qual. Coppa dei Caraibi 2007                                           | -                                                                      | 64’                                                                    |
| 19-11-2006                                                             | Bridgetown                                                             | Barbados                                                               | 2 – 1                                                                  | Bahamas                                                                | Qual. Coppa dei Caraibi 2007                                           | -                                                                      |                                                                        |
| 21-11-2006                                                             | Bridgetown                                                             | Bahamas                                                                | 0 – 4                                                                  | Bermuda                                                                | Qual. Coppa dei Caraibi 2007                                           | -                                                                      |                                                                        |
| 23-11-2006                                                             | Bridgetown                                                             | Bahamas                                                                | 2 – 3                                                                  | Saint Vincent e Grenadine                                              | Qual. Coppa dei Caraibi 2007                                           | -                                                                      |                                                                        |
| 26-3-2008                                                              | Nassau                                                                 | Bahamas                                                                | 1 – 1                                                                  | Isole Vergini Britanniche                                              | Qual. Mondiali 2010                                                    | 1                                                                      |                                                                        |
| 30-3-2008                                                              | Nassau                                                                 | Isole Vergini Britanniche                                              | 2 – 2                                                                  | Bahamas                                                                | Qual. Mondiali 2010                                                    | -                                                                      |                                                                        |
| 16-6-2008                                                              | Kingston                                                               | Giamaica                                                               | 7 – 0                                                                  | Bahamas                                                                | Qual. Mondiali 2010                                                    | -                                                                      |                                                                        |
| 18-6-2008                                                              | Trelawny                                                               | Bahamas                                                                | 0 – 6                                                                  | Giamaica                                                               | Qual. Mondiali 2010                                                    | -                                                                      |                                                                        |
| 2-7-2011                                                               | Providenciales                                                         | Turks e Caicos                                                         | 0 – 4                                                                  | Bahamas                                                                | Qual. Mondiali 2014                                                    | -                                                                      | 64’ 84’                                                                |
| 9-7-2011                                                               | Nassau                                                                 | Bahamas                                                                | 6 – 0                                                                  | Turks e Caicos                                                         | Qual. Mondiali 2014                                                    | 5                                                                      |                                                                        |
| 26-3-2015                                                              | Nassau                                                                 | Bahamas                                                                | 0 – 5                                                                  | Bermuda                                                                | Qual. Mondiali 2018                                                    | -                                                                      | Cap.                                                                   |
| 8-9-2018                                                               | Belmopan                                                               | Belize                                                                 | 4 – 0                                                                  | Bahamas                                                                | Qual. CONCACAF Nations League 2019-2020                                | -                                                                      | Cap.                                                                   |
| 13-10-2018                                                             | Nassau                                                                 | Bahamas                                                                | 0 – 6                                                                  | Antigua e Barbuda                                                      | Qual. CONCACAF Nations League 2019-2020                                | -                                                                      | Cap.                                                                   |
| 19-11-2018                                                             | Nassau                                                                 | Bahamas                                                                | 1 – 1                                                                  | Anguilla                                                               | Qual. CONCACAF Nations League 2019-2020                                | -                                                                      |                                                                        |
| 16-3-2019                                                              | Nassau                                                                 | Bahamas                                                                | 6 – 1                                                                  | Turks e Caicos                                                         | Amichevole                                                             | 1                                                                      | Cap.                                                                   |
| 23-3-2019                                                              | Roseau                                                                 | Rep. Dominicana                                                        | 4 – 0                                                                  | Bahamas                                                                | CONCACAF Nations League 2019-2020                                      | -                                                                      | Cap.                                                                   |
| 11-10-2019                                                             | Basseterre                                                             | Isole Vergini Britanniche                                              | 0 – 4                                                                  | Bahamas                                                                | CONCACAF Nations League 2019-2020                                      | 2                                                                      | 90’                                                                    |
| 15-11-2019                                                             | Singapore                                                              | Bahamas                                                                | 3 – 0                                                                  | Isole Vergini Britanniche                                              | CONCACAF Nations League 2019-2020                                      | 1                                                                      | Cap.                                                                   |
| 17-11-2019                                                             | Willemstad                                                             | Bonaire                                                                | 1 – 1                                                                  | Bahamas                                                                | CONCACAF Nations League 2019-2020                                      | -                                                                      | Cap. 66’                                                               |
| 28-3-2021                                                              | Nassau                                                                 | Bahamas                                                                | 0 – 4                                                                  | Saint Kitts e Nevis                                                    | Qual. Mondiali 2022                                                    | -                                                                      | Cap.                                                                   |
| 30-3-2021                                                              | Santo Domingo                                                          | Guyana                                                                 | 4 – 0                                                                  | Bahamas                                                                | Qual. Mondiali 2022                                                    | -                                                                      | Cap.                                                                   |
| 5-6-2021                                                               | Nassau                                                                 | Bahamas                                                                | 0 – 0                                                                  | Trinidad e Tobago                                                      | Qual. Mondiali 2022                                                    | -                                                                      |                                                                        |
| 3-7-2021                                                               | Fort Lauderdale                                                        | Guadalupa                                                              | 2 – 0                                                                  | Bahamas                                                                | Gold Cup 2021 - Qualificazione                                         | -                                                                      |                                                                        |
| 28-3-2022                                                              | Saint Martin                                                           | Saint-Martin                                                           | 2 – 0                                                                  | Bahamas                                                                | Amichevole                                                             | -                                                                      | Cap.                                                                   |
| 13-5-2022                                                              | Nassau                                                                 | Bahamas                                                                | 4 – 2                                                                  | Turks e Caicos                                                         | Amichevole                                                             | -                                                                      | Cap.                                                                   |
| 14-5-2022                                                              | Nassau                                                                 | Bahamas                                                                | 1 – 2                                                                  | Turks e Caicos                                                         | Amichevole                                                             | -                                                                      | Cap.                                                                   |
| 3-6-2022                                                               | Nassau                                                                 | Bahamas                                                                | 1 – 0                                                                  | Saint Vincent e Grenadine                                              | CONCACAF Nations League 2022-2023 - 1º Turno                           | -                                                                      | Cap.                                                                   |
| 7-6-2022                                                               | Port of Spain                                                          | Trinidad e Tobago                                                      | 1 – 0                                                                  | Bahamas                                                                | CONCACAF Nations League 2022-2023 - 1º Turno                           | 1                                                                      | Cap.                                                                   |
| 10-6-2022                                                              | Nassau                                                                 | Bahamas                                                                | 0 – 2                                                                  | Nicaragua                                                              | CONCACAF Nations League 2022-2023 - 1º Turno                           | -                                                                      | Cap.                                                                   |
| 14-6-2022                                                              | Managua                                                                | Nicaragua                                                              | 4 – 0                                                                  | Bahamas                                                                | CONCACAF Nations League 2022-2023 - 1º Turno                           | -                                                                      | Cap.                                                                   |
| 24-3-2023                                                              | Nassau                                                                 | Bahamas                                                                | 0 – 3                                                                  | Trinidad e Tobago                                                      | CONCACAF Nations League 2022-2023 - 1º Turno                           | -                                                                      |                                                                        |
| 27-3-2023                                                              | Kingstown                                                              | Saint Vincent e Grenadine                                              | 1 – 1                                                                  | Bahamas                                                                | CONCACAF Nations League 2022-2023 - 1º Turno                           | -                                                                      |                                                                        |
| 10-9-2023                                                              | Nassau                                                                 | Bahamas                                                                | 1 – 6                                                                  | Porto Rico                                                             | CONCACAF Nations League 2023-2024 - 1º Turno                           | -                                                                      |                                                                        |
| Totale                                                                 |                                                                        | Presenze                                                               | 34                                                                     |                                                                        | Reti                                                                   | 11                                                                     |                                                                        |